# Aluísio Bezerra de Oliveira
Aluísio Bezerra de Oliveira (Cruzeiro do Sul, 22 de abril de 1939 – Brasília, 25 de dezembro de 2019), foi um técnico legislativo, empresário e político brasileiro que representou o Acre no Congresso Nacional.

## Biografia
Filho de Manuel Bezerra da Cunha e Otília Oliveira da Cunha. Ingressou na Câmara dos Deputados em 1964 como técnico legislativo. Formado em Direito pela Universidade de Brasília em 1969 com especialização pela mesma instituição em 1973, ano em que se formou em Administração pelo Centro de Ensino Unificado de Brasília. Oriundo do clandestino PCdoB ingressou no MDB e foi eleito primeiro suplente de deputado federal em 1974 e um ano depois fundou e presidiu o diretório municipal do MDB em Cruzeiro do Sul. Seguiu então para Paris onde obteve o título de doutor em Direito Internacional e relações políticas internacionais na Sorbonne, Universidade de Paris em 1978.
De volta ao Brasil no mesmo ano, elegeu-se deputado federal pelo MDB do Acre em 1978 e com o fim do bipartidarismo em novembro de 1979 filiou-se ao PMDB compondo a ala histórica do partido. Com o apoio do PCB e PCdoB reelegeu-se deputado federal em 1982. Votou pela Emenda Dante de Oliveira e depois em Tancredo Neves no Colégio Eleitoral de 1985. Em 1986 foi eleito senador pelo Acre.
Em junho de 1988, durante os trabalhos da Assembleia Nacional Constituinte, admitiu ter votado pelos cinco anos de mandato para José Sarney mediante um pedido de liberação de verbas para a construção da Rodovia Transcontinental, que ligaria o Brasil ao Peru. No julgamento de 29 de dezembro de 1992 votou pelo impeachment de Fernando Collor. Tentou a reeleição em 1994, mas foi derrotado. Eleito prefeito de Cruzeiro do Sul em 1996, não conseguiu a reeleição quatro anos depois.
Encerrado seu mandato passou a apoiar à carreira política de sua mulher, Zila Bezerra, eleita deputada federal pelo Acre em 1990, 1994 e 1998 e prefeita de Cruzeiro do Sul em 2004.
Além de homem público, Aloísio também atuou como empresário, sendo proprietário da TV e rádios AM e FM Integração. 